# Юнгфрау
Юнгфрау (на немски: Jungfrau - името означава „девойка“) е връх в Алпите, който със своите 4158 м един от най-високите в Бернските Алпи и в Швейцария. Обикновено е разпознаваем от северната страна, откъдето заедно с Айгер и Мьонх образува една от най-известните алпийски гледки. Десет-километровата мощна стена на трите върха е обърната към Бернски Оберланд - планинска зона на север, където има много панорамни места, гледащи натам. Четири курортни градчета предлагат тази атракция - Лаутербрунен, Гринелвалд, Мюрен и Венген. Най-впечатляващата страна на панорамата е голямата денивелация: от Лаутербрунен (800 м) до Юнгфрау тя е повече от 3000 м.

## История на изкачването
Юнгфрау е покорен много по-рано от останалите алпийски върхове, в епоха, когато подобно начинание се е считало за екстравагантност. Героите на този успех са братята Рудолф и Йеронимус Майер от град Аарау. През 1811 г. след драматична и необикновена експедиция те заявяват, че са се качили на върха - нещо, което и тогава, и сега се поставя под съмнение. На следващата година други двама братя от семейството правят нов опит и отново с недоказан успех. Първото сигурно изкачване е дело на експедиция, ръководена от Петер Бауман през 1828 г., последвано от други през 1841 и 1863 г. През 1865 г. англичаните Джефри Йънг и Брук Джордж се справят с предизвикателството на западната стена, което вече е алпинистко постижение.

## Железница Юнгфрау
От 1896 до 1912 г. е построена прочутата зъбчата железница Юнгфрау, която предлага едни от най-красивите гледки в Алпите. Дължината на линията е 9,5 км и има пет гари, една от които - гарата Юнгфрауйох (Jungfraujoch) е на височина 3454 метра. Тя е най-високо разположената в Европа. Тръгвайки от Клайне Шайдег, през повечето време влакчето върви през прочутия Юнгфрау тунел, прокопан през върховете Айгер и Мьонх. Някои от гарите представляват площадки на отвесните стени на тези върхове, давайки възможност на пътниците да се любуват на суровата им красота.